# ژوکوسکی (دهانه)
ژوکوسکی یک دهانه برخوردی در ماه‌ است.

## دهانه‌های اقماری
این دهانه ۶ دهانه اقماری دارد.
| Zhukovskiy | عرض جغرافیایی | طول جغرافیایی | قطر          |
| ---------- | ------------- | ------------- | ------------ |
| Q          | ۶.۲° N        | ۱۶۸.۸° W      | ۲۳.۰ کیلومتر |
| U          | ۸.۵° N        | ۱۷۳.۲° W      | ۲۹.۰ کیلومتر |
| T          | ۷.۹° N        | ۱۷۲.۳° W      | ۲۳.۰ کیلومتر |
| W          | ۹.۸° N        | ۱۷۰.۳° W      | ۳۱.۰ کیلومتر |
| X          | ۱۰.۵° N       | ۱۷۱.۱° W      | ۳۰.۰ کیلومتر |
| Z          | ۱۰.۰° N       | ۱۶۶.۸° W      | ۳۴.۰ کیلومتر |